# 화차 (소설)
화차는 일본의 미스터리 소설로서, 미야베 미유키의 작품이다. 거대한 자본에 잠식당한 현대 소비 사회, 크고 작은 욕망을 좇다가 예기치 못한 비극에 휘말린 사람들, 낙오된 이들을 어둠으로 삼켜버리는 비정한 도시의 현실을 그린 소설이다. 이 작품을 토대로 변영주는 영화 화차를 연출하였고 이 영화는 흥행에 성공하였다.